# Милешти (Долж)
Милешти (рум. Milești) насеље је у Румунији у округу Долж у општини Шимнику де Сус. Oпштина се налази на надморској висини од 159 m.

## Становништво
Према подацима из 2002. године у насељу је живело 642 становника, од којих су сви румунске националности.